# 산곡중학교
산곡중학교(山谷中學校)는 대한민국 인천광역시 부평구 산곡동에 있는 공립 중학교이다.

## 학교 연혁
- 1983년 12월 30일 : 산곡중학교 설립인가(9학급)
- 1984년 3월 1일 : 초대 이상룡 교장 취임
- 1987년 2월 13일 : 제1회 졸업식(594명)
- 1993년 12월 28일 : 북부학생체육관 준공
- 2001년 3월 1일 : 총32학급 인가 편성(특수학급 1학급)
- 2001년 12월 12일 : 산곡중학교 급식소 준공
- 2005년 3월 19일 : 신관(특별교실) 준공
- 2006년 12월 7일 : 도서관 『청어람』 개관
- 2011년 3월 1일 : 교육과학기술부 지정 학교문화 개선 선도학교 지정
- 2011년 3월 1일 : 2009 개정교육과정 연구학교 선정
- 2023년 9월 1일 : 제15대 정소영 교장 취임
- 2024년 2월 6일 : 제38회 졸업식(106명) 총 졸업생 14,033명
- 2024년 3월 4일 : 2024년 신입생(123명) 입학

## 참고 자료
- 산곡중학교 - 한국교육학술정보원 학교알리미